# Киреев, Александр Андрианович
Алекса́ндр Андриа́нович Кире́ев (1899 — 29 октября 1917, Малый Каменный мост) — красногвардеец Замоскворецкого района. Участник Октябрьской революции.

## Биография
Слесарь-лекальщик завода Михельсон.
Активно участвовал в организации забастовок. После Февральской революции одним из первых вступил в Союз рабочей молодёжи «III Интернационал».
Когда начались октябрьские бои в Москве он сражался на Остоженке, участвовал в захвате Центральной трамвайной электрической станции у Малого Каменного моста. В боях показывал пример мужества и храбрости.
Погиб в бою на набережной у Малого Каменного моста 29 октября 1917 года.
Похоронен у Кремлёвской стены.

## Память
В Советское время имя Киреева носила бригада завода имени Владимира Ильича. Ему был посвящён также отдельный стенд в музее этого завода.